# فلوران دا سيلفا
فلوران دا سيلفا (بالفرنسية: Florent da Silva)‏ هو لاعب كرة قدم فرنسي في مركز الوسط، ولد في 2 أبريل 2003 في فولكس أون فيلين في فرنسا. لعب مع أولمبيك ليون.

## وصلات خارجية
- فلوران دا سيلفا على موقع إي إس بي إن إف سي (الإنجليزية)
- فلوران دا سيلفا على موقع قاعدة بيانات كرة القدم.إي يو (الإنجليزية)
- فلوران دا سيلفا على موقع ليكيب (الفرنسية)
- فلوران دا سيلفا على موقع Soccerbase.com (لاعب) (الإنجليزية)
- فلوران دا سيلفا على موقع Soccerway.com (الإنجليزية)
- فلوران دا سيلفا على موقع عالم كرة القدم.نت (الإنجليزية)
- فلوران دا سيلفا على موقع AS.com (الإسبانية)